# Sabero
Sabero es un municipio y villa española de la provincia de León, en la comunidad autónoma de Castilla y León. El término municipal cuenta con una población de 1021 habitantes (INE 2024).

## Toponimia
El valle y el pueblo de Sabero no siempre han recibido este nombre, denominándose antiguamente el valle en latín Villa Sancti Petri (San Pedro), nombre del santo que ha sido desde tiempos remotos titular de la parroquia de esta localidad.
El nombre de Sabero lo adoptó, como muchos otros pueblos, por castellanización del mismo, la fusión y transformación del nombre primitivo (Sampero o Sabero). Incluso el pueblo y el valle se llamaron a partir del siglo XV La villa de San Pedro Apóstol de Valdesabero.

## Geografía

### Entidades inferiores al municipio
- Alejico
- Olleros de Sabero
- Saelices de Sabero
  - Barrio la Herrera
- Sotillos de Sabero
  - Barrio Colominas

## Historia

### Edad Antigua
Durante esta época fue asiento de la cívitas o fortaleza militar de Vadinia y albergó en sus términos a poblados desaparecidos, tales como La Mata, San Martín o Vega barrio, Santurcayo, Valdevillar, Villarinos, etcétera.

### Edad Media
No obstante su mayor gloria ha sido su castillo medieval de Aquilare, que dio igualmente nombre a un extenso territorio conocido como el Alfoz de Aguilar; regido sucesivamente por los condes Flagínez, el rey, el obispo de León, los Osorios, señores de Villalobos, Marqueses de Astorga y condes de Altamira, siendo además lugar privilegiado para las cacerías reales, de lo que se hace eco el Libro de la Montería de Alfonso XI.
Igualmente en él, según la Crónica General de España, se desarrolló un episodio épico, muy celebrado en la Edad Media, cuando cayó en manos de Diego López de Haro y encargó de su defensa al alcaide Marcos Gutiérrez, que lo hizo con tal arrojo y heroicidad, que desafió hambre, sed y muerte; por lo que el rey de León, Alfonso IX, al rescatarlo, no sólo le perdonó la vida, sino que además le galardonó.

## Demografía
Cuenta con una población de 1021 habitantes (INE 2024).
| Gráfica de evolución demográfica de Sabero entre 1930 y 2021                                                               |
| |
| Población de derecho según los censos de población del INE. En 1930 aparece este municipio porque se segrega de Cistierna. |

## Economía

### Industria

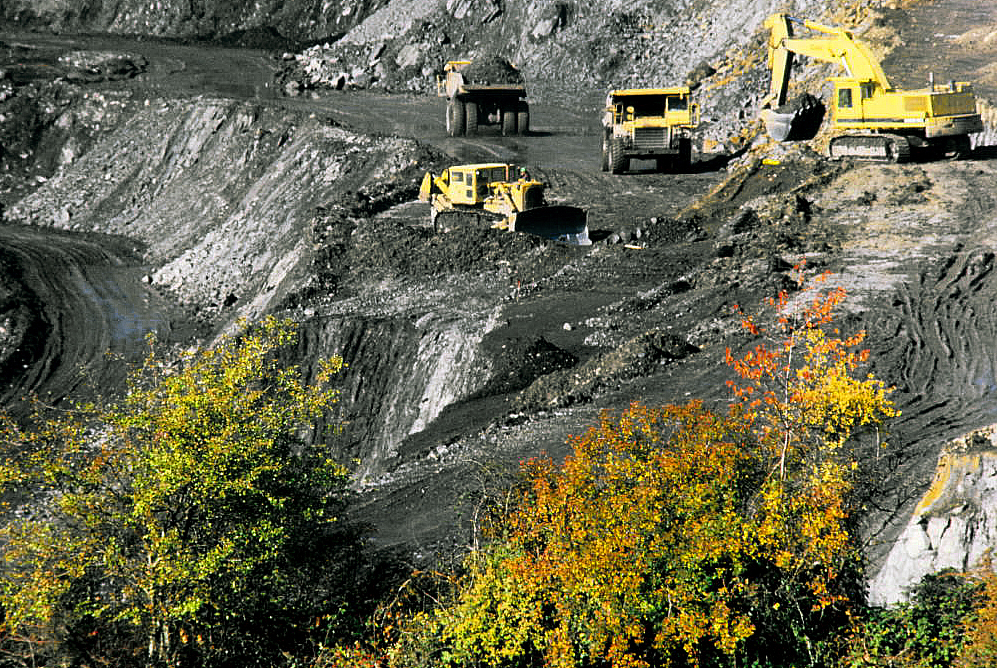
Explotación de carbón a cielo abierto en 1991

La actividad industrial se centró hasta el año 1992 en la extracción de hulla por parte de la empresa Hulleras de Sabero y Anexas S.A, una vez consumado el cierre del Pozo Herrera n.º 2 de Sotillos, se mantuvo hasta 1998 el lavadero de carbón de Vegamediana, instalación que daba empleo solamente a unas decenas de personas. Tras el duro cierre por parte de la empresa minera, se crean algunas empresas dedicadas al sector de la alimentación, como el cultivo de champiñones en una de las antiguas galerías mineras, una fábrica de morcilla y diferentes empresas de repostería artesanal.
De igual manera se instalaron una serie de empresas en busca de las cuantiosas subvenciones para dinamizar la comarca, empresas que no superaban los dos años de actividad, siendo considerada por los vecinos como las "buscasubvenciones". 
En 1995, se crea Tecoi Corte S.L, una empresa de alta tecnología que ofrece soluciones avanzadas en la industria del procesamiento de chapa. TECOI ha mantenido un crecimiento continuo desde su creación, fiel a su apuesta por la innovación y el desarrollo. En la actualidad, aunque goza de una amplia oferta de productos que le permite hacer frente a todo tipo de demandas, la compañía es célebre por sus proyectos de grandes dimensiones, entre los que destacan sus máquinas de corte por láser o sus instalaciones en algunos de los mejores astilleros y fábricas eólicas del ámbito internacional.
Esta empresa es actualmente el principal motor económico del municipio, ofreciendo empleo tanto a los antiguos trabajadores mineros como a los jóvenes que no desean emigrar.

## Comunicaciones
- Desde León: por la N-621, luego tomar la N-601 hasta Boñar y tomar la CL-626.
- Desde Valladolid: por Autovía, tomar la A-62, hasta la Autovía del Noroeste y después tomar la A-66 hasta León.
- Desde Burgos: por la A-231 hasta la CL-611, después por la CL-626.
- Desde Asturias: por la A-66 / AP-66, continuar en la CL-623 hasta la CL-626.

## Escudo
Definición de su escudo:

Escudo de azul, tres montañas de plata terrazadas de sinople, surmontadas de una pica y un martillo de plata pasados en aspa. Al timbre corona real.

## Cultura

### Patrimonio
Museo de la Siderurgia y la Minería de Castilla y León

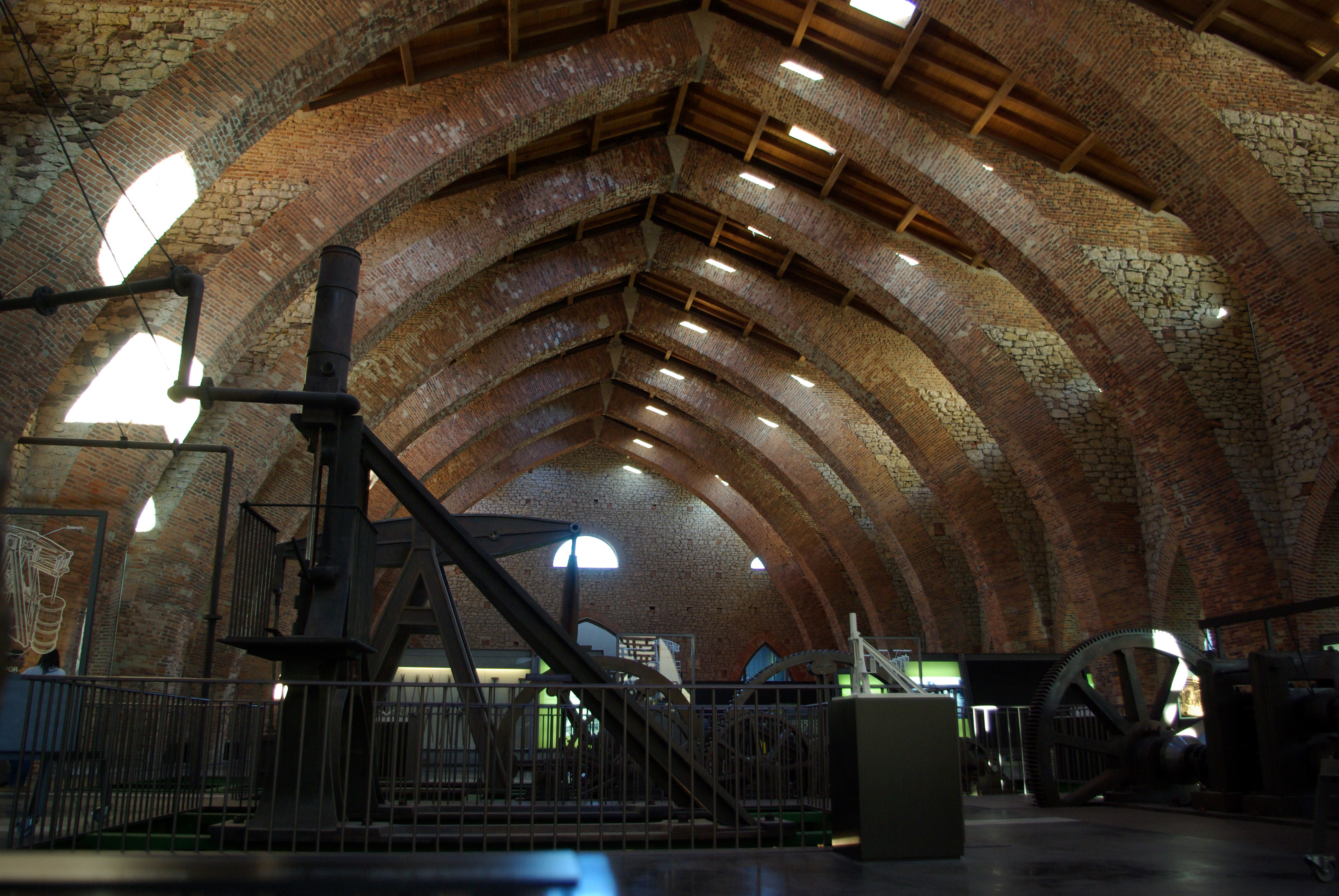
Plaza Cerrada

Inaugurado el 3 de julio de 2008, forma parte de la Red de Museos Regionales de Castilla y León (junto con el Museo Etnográfico de Castilla y León situado en Zamora, el Museo de Arte Contemporáneo de Castilla y León situado en León y el Museo de la Evolución Humana situado en Burgos).
Sus instalaciones se encuentran en la denominada Ferrería de San Blas, edificio de estilo neogótico, que acogió los primeros Altos Hornos en funcionamiento en la península ibérica, construidos en 1847 por la Sociedad Palentino-Leonesa de Minas.
Coincidiendo con las fiestas patronales, en el museo se realizan conciertos con cantantes, músicos y grupos musicales de renombre nacional e internacional.
Cueva de Valdelajo
Fue descubierta casualmente en 1999 en el curso de unas prospecciones con vistas a la explotación de una cantera, cerca de la localidad de Sahelices de Sabero.
Un estudio realizado por el Grupo Espeleológico de Matallana resaltó el interés de la cavidad y de sus formaciones, recomendando para ella un alto grado de protección, compatible con una visita ordenada de la misma. Desde entonces, el Ayuntamiento de Sabero, apoyado por la Diputación de León y el Grupo de Acción Local Montaña de Riaño, ha venido desarrollando todos los trabajos de mejora de los accesos a la cueva, adaptación interior e iluminación, siguiendo los criterios técnicos necesarios para preservar la cavidad y mostrarla al público en su estado original.
Coladas estalagmíticas, estalactitas de diversos tamaños, banderas, columnas, macarrones de un blanco puro y pequeños gours en el suelo, componen un mosaico de formas pétreas en el que destacan las instalaciones forradas con cristales de aragonito.
Muralla medieval (siglo XIV)
Era recinto amurallado donde a la hora de la sucesión los Señores del Castillo de Aguilar, Marqueses de Astorga y Condes de Altamira, después de jurar el cargo debajo de La Nogaiona contigua, se paseaban, eran recibidos como tales en el templo y luego subían al castillo haciendo allí otro tanto y dando gracias a dios en la ermita de San Martín, quedando así posesionados «quieta y pacíficamente» de su señorío de Valdesabero.

### Fiestas y eventos
Fiestas mayores
Nuestra Señora Reina de los Ángeles: 22 y 23 de agosto
Los días 22 y 23 de agosto la villa de Sabero se une a las celebraciones veraniegas y festeja a su patrona Nuestra Señora Reina de los Ángeles.
Otras festividades del municipio
Santa Bárbara (Patrona de los mineros): 4 de diciembre
San Blas: 3 de febrero
El Judas: Sábado Santo
San Isidro Labrador: 15 de mayo
Vía Crucis: Viernes Santo
Hoguera de San Juan: 24 de junio
Cabalgata de Reyes: 5 de enero
Mercado Medieval
Desde el año 2002 se celebra en el municipio un mercado medieval, en el que numerosos vecinos del municipio se visten con atuendos de la época. Además se realizan exhibiciones de tiro con arco, cetrería, forja y una cena medieval.

## Deporte
Piragüismo
Se celebra anualmente un concurso de piragüismo en la modalidad de Aguas Bravas coincidiendo con las fiestas patronales.
Durante los días 6 y 7 de agosto de 2017 se celebró en el municipio el Campeonato de España de Eslalon Olímpico en el que participaron la doble medallista olímpica Maialen Chourraut y el diploma olímpico Ander Elósegui.
Vía Ferrata de Valdetorno
En el verano de 2022 se inauguró la vía ferrata de Valdetorno o vía ferrata de Sabero.
Ciclismo
El alto de La Camperona ha sido final de etapa de la Vuelta a España en varias ocasiones: el 6 de septiembre de 2014, el 26 de agosto de 2016, y el 7 de septiembre de 2018. Se trata de un alto con gran dificultad y pendientes de hasta el 20 %, por lo que se la bautizó cariñosamente como la «hija del Angliru», por tener una dureza y dificultad semejante al puerto situado en el Principado de Asturias.
Lucha Leonesa
Anteriormente eran famosos los corros de lucha leonesa o aluches de Sabero principalmente en sus fiestas patronales de agosto. Por otro lado, el Club de Montaña del Porma ha formado una Escuela de Lucha Leonesa en Olleros de Sabero para que los alumnos del Centro Escolar Santa Bárbara puedan disfrutar de este deporte.
Caza
El municipio de Sabero cuenta con una Asociación de Cazadores, fundada en 1998, que gestiona el coto privado de caza mayor y que comprende los terrenos de utilidad pública del valle, alrededor de 1000 hectáreas.
El corzo y el jabalí constituyen las especies más habituales de la caza mayor en la zona; en cuanto a la caza menor, es habitual encontrar perdices y liebres.
Pesca
La pesca es uno de los deportes y tradiciones más arraigados en la provincia y en esta zona, especialmente gracias al abundante caudal de los ríos que descienden de la Cordillera Cantábrica. 
El deshielo y las copiosas lluvias también favorecen la repoblación de especies como la trucha o el barbo, siendo la trucha el pez favorito para la pesca en la zona. Sólo en la comarca, existen más de 200 kilómetros trucheros de los más de 3000 kilómetros que comprenden los ríos leoneses.
El Esla, río que baña estas tierras, se ha caracterizado siempre por ser un río pesquero excelente. La fama de las truchas de la zona ha sobrepasado los límites provinciales y nacionales. Los sistemas de pesca más utilizados en los ríos leoneses son el de caña o cebo natural, artificial, a mosca y a cucharilla.
Desde siempre en el Valle de Sabero los pescadores realizaban artesanalmente sus propios anzuelos y, aún hoy, algunos pescadores dedican sus ratos libres a la fabricación de estos. El más utilizado es el de mosca ahogada o a la leonesa aunque también se pesca con “cola de rata” si bien la fabricación de este tipo de anzuelo es más cara y menos habitual.

### Gastronomía
El Valle de Sabero ha sido tradicionalmente una zona dedicada a la ganadería y la agricultura hasta la llegada de la industria de la minería a la zona, de ahí que la cocina popular se haya basado principalmente en los productos que se realizaban en casa a base de las materias primas que los propios vecinos tenían. Así, el conejo, la gallina o el cocido formaban en la mayoría de los hogares los platos principales.
Hasta que la minería se asentó en la zona la población vivía de la labranza y sus horarios y costumbres alimentarias eran muy diferentes a las actuales. Así, era habitual en la zona, a primera hora de la mañana, que los hombres antes de salir a trabajar al campo tomasen una copa de orujo y pan, que denominaban la parra.
El verdadero desayuno lo tomaban hacia las siete y media de la mañana: una especie de refrigerio formado por sopas de ajo, el torrezno o tocino frito y queso, que les llevaban sus mujeres. Además no faltaba la bota de vino y el típico botijo con agua fría. Se tomaban las diez a base de embutidos caseros como chorizos, cecina de vaca, lomo de cerdo. En aquellos años se decía: «se nos estropean los lomos, se nos estropea la siega». Al mediodía los vecinos de este valle de Sabero tomaban el plato fuerte del día que, normalmente, estaba compuesto por un cocido con su sopa, chorizo, morcilla, tocino y el relleno.
Tras dormir un rato la siesta se reanudaba el trabajo. Por la tarde se interrumpía para la merienda, formada por jamón, queso, cebollas largas de primavera... y, como última comida, la cena: Una cazuela de leche migada con sal, la llamada “sopa de leche” o una tortilla con patatas. Realmente las costumbres han cambiado y, con la llegada de la industrialización a la zona, los hábitos culinarios cambiaron en los horarios regulados por los trabajos.
Asimismo, la elaboración de las comidas comenzó a ser más sencilla y más ligera. A pesar de lo que pueda parecer, era en los meses de verano cuando se comía más por el duro trabajo en el campo; por el contrario, en los meses de invierno, el trabajo era menor, así como el ritmo de las comidas. No obstante, las gentes del Valle conservan las recetas de antaño, porque el buen comer no está reñido con la modernización.